# Austrocarabodes australis
Austrocarabodes australis is een mijtensoort uit de familie van de Carabodidae. De wetenschappelijke naam van de soort is voor het eerst geldig gepubliceerd in 1963 door Balogh & Csiszar.